# Provalljapyx
Provalljapyx es un género de Diplura en la familia Japygidae.

## Especies
- Provalljapyx brasiliensis Smith, 1962
- Provalljapyx lanei Silvestri, 1948